# Zubehörschuh

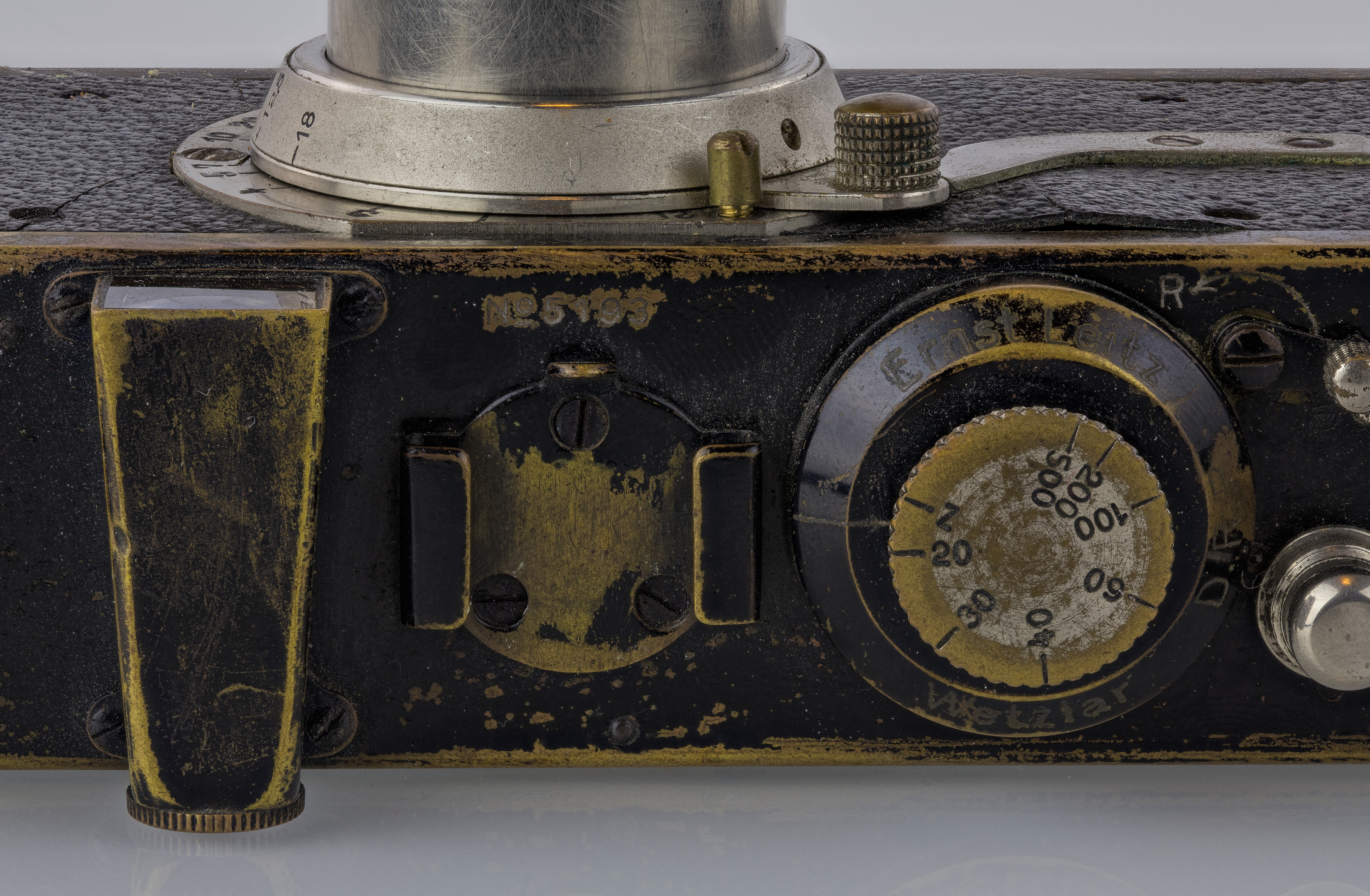
Zubehörschuh (Mitte) einer frühen Leica I, Seriennummer 5193 (1927), noch ohne Blitzkontakte

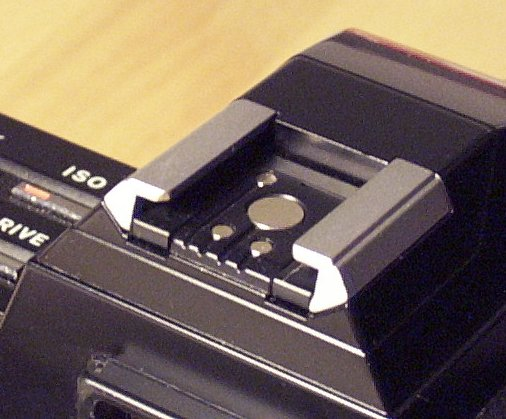
Blitzschuh einer Spiegelreflexkamera mit typischem großem Mittenkontakt und Zusatzkontakten für weitere Blitzfunktionen

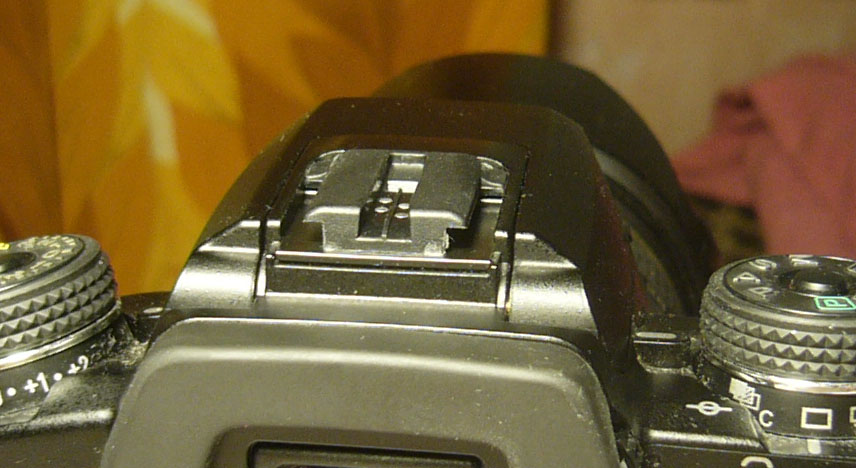
Proprietärer Blitzanschluss

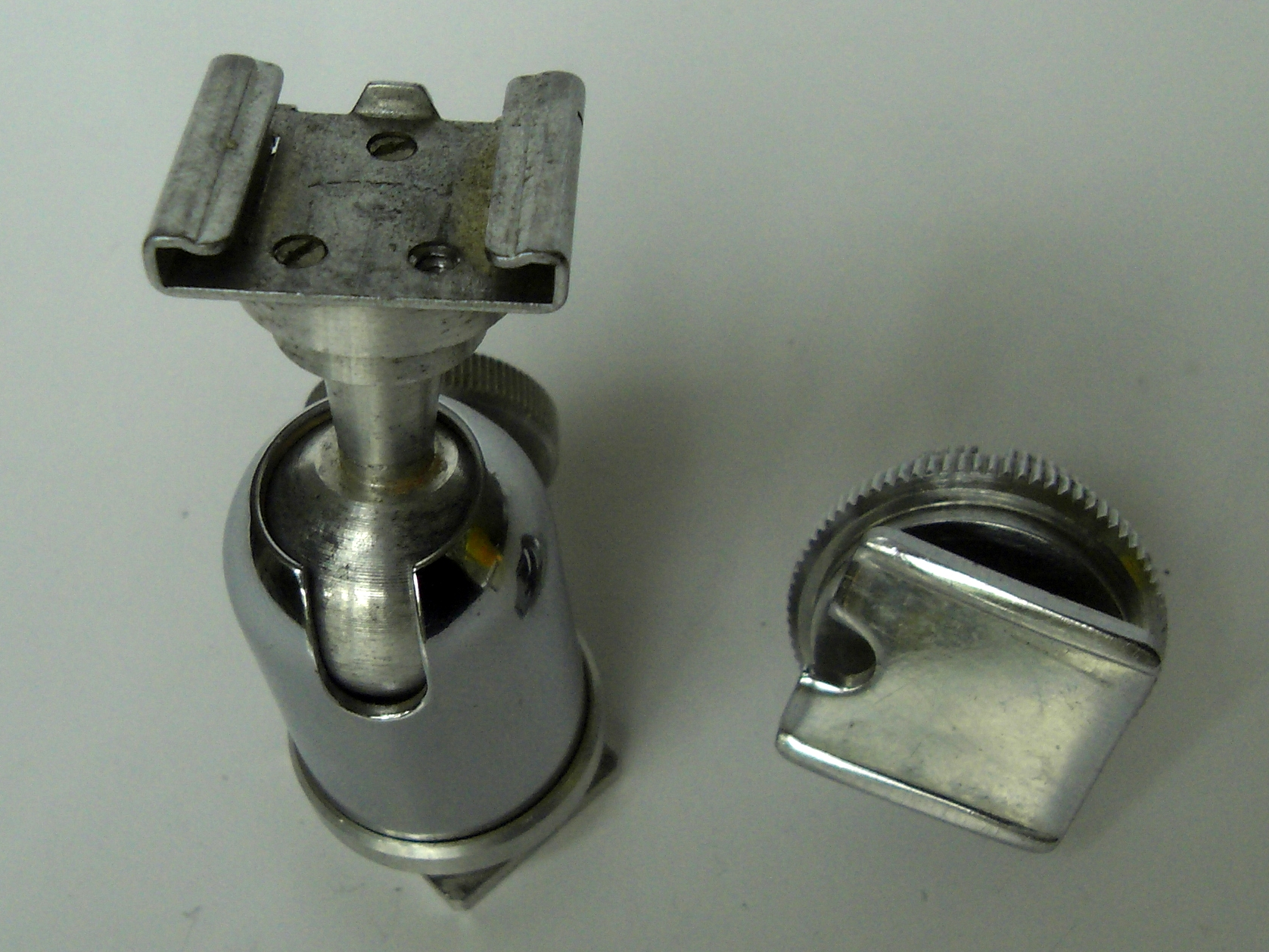
Blitzschuhaufsatz mit Kugelgelenk und ein weiterer Blitzschuhadapter

Als Zubehörschuh (engl. Cold shoe) oder Blitzschuh (engl. Hot shoe) bezeichnet man eine Vorrichtung an Fotoapparaten und Camcordern, an die Zubehöre wie externe Blitzgeräte, Lampen, Sucher, Entfernungsmesser oder Wasserwaagen mittels eines speziellen Sockels oder Fußes angesteckt werden können.

## Funktionsweise
Ursprünglich ohne elektrische Funktionen ausgestattet, ermöglicht der Standard-Mittenkontakt-Blitzschuh das zeitgleiche Zünden des Blitzlichtes (Blitzsynchronisation) mit dem Auslösen des Verschlusses der Kamera. Dieser einfache Mittenkontakt arbeitet grundsätzlich mit der X-Synchronisation und war in ISO 518 genormt.
Viele Hersteller, insbesondere von Kamerasystemen, haben weitere Kontakte im Blitzschuh eingeführt, die zur Steuerung von Sonderfunktionen oder der erweiterten Kommunikation zwischen Kamera und Blitz (z. B. Bereitschaftsmeldung oder TTL-Blitzsteuerung, AF-Hilfslicht, Datenübertragung von Belichtungsdaten) dient. An solchen Kameras ist zumeist auch der Anschluss von Blitzgeräten ohne Sonderfunktionen möglich, wobei beachtet werden muss, dass ältere Blitzgeräte einen Hochspannungszündkreis mit zum Teil bis zu mehreren hundert Volt (typischerweise bis zu 400 V) verwenden, die bei modernen Kameras zu Schäden an der Elektronik führen können. Vor dem Anschluss eines solchen Blitzgeräts an eine moderne, elektronisch gesteuerte analoge oder digitale Kamera ist also unbedingt zu prüfen, ob die Kombination elektrisch kompatibel ist. In der Regel darf die Zündkreisspannung des Blitzes dafür nur wenige Volt betragen (typischerweise nicht mehr als ca. 5 V).
Weiterhin ist zu beachten, dass die Erweiterungen unterschiedlicher Hersteller nur in Ausnahmefällen untereinander kompatibel sind (z. B. ist das Leica-Blitzsystem der „R“-Gehäuseserie weitestgehend mit dem Minolta-TTL-Direktblitzsystem kompatibel, und auch innerhalb der AF-Spiegelreflexkameragruppe Minolta, Konica Minolta und Sony herrscht weitestgehende Anschluss- und Protokollkompatibilität); beim Anschluss nicht angepasster Fremdblitzgeräte wird dann lediglich der Blitz über den Mittenkontakt gezündet (durch Verbindung mit Masse), weitergehende, von der Kamera gesteuerte Automatikfunktionen stehen in diesem Fall aber nicht zur Verfügung.
An den Zubehörschuh kann auch weiteres Zubehör wie ein Fernauslöser angeschlossen werden; solche Geräte benutzen, wie Aufstecksucher, Wasserwaagen u. Ä., jedoch den Schuh nur als Montagepunkt und kommunizieren mit der Kamera über Kabelverbindungen zum Fernauslöseranschluss. Bisweilen dient der Blitzschuh auch zur Stabilisierung der Kamera in einem Cage als zweiter Haltepunkt neben dem Stativgewinde, auch gibt es Zubehörplatten für Tragegriffe und ähnliches, die die Kamera nur über den Blitzschuh tragen. Ob bei der Verwendung von letzteren Systemen oder anderen Zubehörträgern eventuell zu große Kräfte auf den Schuh ausgeübt werden, sollte man unbedingt zuvor mit dem Hersteller der Kamera klären.
Es existieren teilweise auch herstellerspezifische Aufnahmen für Systemblitzgeräte, die schon rein mechanisch nicht mit der Standardbauform kompatibel sind.
Minolta führte 1988 mit der „i“-Gehäuseserie der AF-Spiegelreflexkameras einen mechanisch völlig anders gestalteten Blitzschuh ein, der eine leichtere, schnellere und sichere Montage und Demontage erlauben und bessere Zentrierung sicherstellen sollte. Die elektrischen Signale blieben kompatibel, und es gibt Blitzschuhadapter, die den Anschluss von Zubehör mit herkömmlichem ISO-Schuh an neue Gehäuse erlauben und umgekehrt. Im Rahmen der Definition des neuen Blitzschuhs wurde auch vorgesehen, aufgesteckte Zubehörteile über spezielle Blitzschuhkontakte aus der Kamerabatterie mitzuversorgen, allerdings wurde dies bisher nur bei einem Gehäuse und zwei Kleinblitzgeräten tatsächlich realisiert. Der manchmal auch „umgekehrter Blitzschuh“ genannte Blitzschuh wurde 2003 von Konica Minolta und 2006 auch von Sony für das Alpha-System übernommen. Seit Ende 2012 verwendet Sony wieder einen mechanisch zum Standard kompatiblen ISO-Blitzschuh.
Bei Camcordern kann der Zubehörschuh beispielsweise ein externes Mikrofon oder eine Videoleuchte aufnehmen. Dabei ist jedoch zu beachten, dass es mehrere Bauformen gibt, beispielsweise den intelligenten Zubehörschuh, der elektronische Geräte (Mikrofon, Leuchte) mit der Kamera verbindet, oder den passiven Zubehörschuh, der keinerlei elektrische Verbindung zur Kamera herstellt und nur der Befestigung dient. Beispiele solcher Zubehörschuhe sind der „intelligent accessory shoe“ mit 8 Kontakten und sein Nachfolger, der „accessory interface shoe“ mit 16 Kontakten, beide von Sony. Im Rahmen des NEX-Systems hat Sony 2010 einen weiteren proprietären Zubehörschuh (Typ „S“) mit 14 Kontakten eingeführt, der neben den Blitzsignalen auch Signale zur Stromversorgung und für ein Stereo-Mikrofon führt.